# Kenji-Van Boto
Kenji-Van Boto (* 7. März 1996 in Saint-Denis, Réunion) ist ein madagassisch-französischer Fußballspieler, der aktuell beim FC Pau und bei der madagassischen Nationalmannschaft spielt.

## Karriere

### Verein
Boto begann seine fußballerische Ausbildung in seinem Geburtsort, in Saint-Denis auf Réunion, einer Kolonie Frankreichs. Im Sommer 2011 wechselte er auf Festland zur AJ Auxerre. Dort gewann er mit der U19 die Coupe Gambardella im Finale gegen Stade Reims. In der Saison 2014/15 stand er bereits einmal in der Coupe de la Ligue auf dem Feld und einmal in der Ligue 2 im Kader. Auch 2015/16 kam er noch zu keinem Ligaeinsatz, nur zu einem Pokalspiel. Am ersten Spieltag der Spielzeit 2016/17 stand er bei einem 0:0-Unentschieden gegen Red Star Paris in der Startelf und debütierte somit in der Liga für die Profimannschaft. Wettbewerbsübergreifend spielte er in jener Saison 23 Mal, wobei er zu einem Tor in der Coupe de France kam. In der Saison 2017/18 spielte er nur noch achtmal in der zweiten Liga und zweimal im Pokal. Bei einem 2:0-Sieg über die AS Béziers am elften Spieltag der Folgesaison schoss Boto sein erstes Tor in der Ligue 2. Die gesamte Spielzeit absolvierte er als Stammspieler und schoss insgesamt zwei Tore in 31 Ligaeinsätzen und gab drei Vorlagen. Die Saison 2019/20 beendete er jedoch nur noch mit sieben Einsätzen in der Liga. Auch 2020/21 war er keinesfalls gesetzt und spielte in Pokal und Liga zusammen nur 14 Mal. Daraufhin wurde er für die gesamte Saison 2021/22 an den Ligakonkurrenten FC Pau verliehen. Dort war er als Linksverteidiger absoluter Stammspieler und bestritt 36 von 38 möglichen Ligaspielen. Während seiner Abwesenheit stieg Auxerre in die Ligue 1 auf und Boto kehrte zur Saison 2022/23 dorthin zurück. Am dritten Spieltag kam er dort bei einem 2:1-Sieg über den HSC Montpellier über die vollen 90 Minuten zum Einsatz und spielte so das erste Mal in der Ligue 1.
Nach 12 Jahren verließ er im Sommer 2023 die AJ Auxerre und wechselte zum FC Pau.

### Nationalmannschaft
Boto spielte zunächst für Juniorenauswahlen seines Geburtslandes Frankreich. Am 24. September 2022 debütierte er in einem Freundschaftsspiel gegen Kongo über die vollen 90 Minuten für die madagassische A-Nationalmannschaft.

## Erfolge
AJ Auxerre U19
- Coupe Gambardella: 2014

AJ Auxerre B
- Meister der National 3 und Aufstieg in die National 2: 2020